# لوسیان لوک
لوسیان لوک (فرانسوی: Lucien Lauk‎; ۲۹ ژوئن ۱۹۱۱ – ۸ ژوئن ۲۰۰۱) دوچرخه‌سوار اهل فرانسه بود.